# Homoneura impleta
Homoneura impleta är en tvåvingeart som först beskrevs av Walker 1859.  Homoneura impleta ingår i släktet Homoneura och familjen lövflugor. Inga underarter finns listade i Catalogue of Life.